# Солдатско-Степное
Солда́тско-Степно́е — село в Быковском районе Волгоградской области России, административный центр Солдатско-Степновского сельского поселения.

## География
Село расположено в Заволжье. Районный центр — рабочий посёлок Быково, расположен в 27 километрах северо-западнее, по трассе путь составляет около 48 км.
В селе Тополиный пруд.

## Население
| 2010 |
| ---- |
| 929  |

В 2002 году проживало 1,35 тыс. человек.

## Инфраструктура
В селе есть магазины, поликлиническое отделение, Солдатско-Степновская средняя общеобразовательная школа, отделение почтовой связи 404082,. Село газифицировано.

## История
На сайте администрации сельского поселения указано, что годом основания села является 1902.
В XIX веке, николаевские солдаты, возвратившись домой с 25-летней службы, получили земельные наделы. Образовалось село из солдат и стало называться Солдатским, но так как оно находилось в степи, стало прибавляться слово «степное».
Постановлением Президиума ВЦИК от 20 мая 1936 года № 43 Солдатско-Степновский сельсовет был перечислен из Пролейского района в Быковский.
С этого времени Солдатско-Степновский сельский совет с центром в селе Солдатско-Степное находился в составе Быковского района (данные 1939 — как Солдато-Степное, 1940, 1945, 1949, 1955 годов).
Указом Президиума Верховного Совета РСФСР от 01 февраля 1963 года в Волгоградской области было произведено укрупнение районов, в результате которого Быковский район был ликвидирован с передачей его территории в состав Николаевского района.
На основании решения Волгоградского облисполкома от 18 января 1965 года № 2/35 и Указа Президиума Верховного Совета РСФСР от 12 января 1965 года в Волгоградской области вновь был образован Быковский район за счёт разукрупнения Николаевского и Среднеахтубинского районов. В состав Быковского района был включён в том числе и Солдатско-Степновский сельский совет — из Николаевского района.
С этого момента Солдатско-Степновский сельский совет с центром в селе Солдатско-Степное продолжает находиться в составе Быковского района (данные 1968, 1972, 1981, 1986 1988 годов).
C 2005 года село является административным центром Солдатско-Степновского сельского поселения.
В селе родился музыковед и реставратор Поветкин, Владимир Иванович (1943—2010).